# Kiao-Ciao
La baia di Kiao-Ciao (talvolta anche nelle varianti: Kiaociao, Kiao-Ciau, Kiao-ciau, Kiaociau, Chiao-ciao; in tedesco: Kiautschou; in cinese: 膠州T, 胶州S, JiāozhōuP) è stata una colonia tedesca in Cina dal 1898 al 1919. Situata lungo la costa meridionale della provincia di Shandong, la colonia di Kiao-Ciao si estendeva per 552 km² ed aveva per capitale Tsingtao (traslitterata col sistema pinyin come Qingdao).

## Storia

### L'occupazione
Già nel 1860 una flotta di spedizione prussiana era stata mandata in Asia allo scopo di esplorare la regione della baia di Kiao-Ciao, mentre l'anno successivo venne siglato un accordo commerciale sino-prussiano. Nei suoi viaggi in Cina dal 1868 al 1871, il barone Ferdinand von Richthofen suggerì la baia come possibile punto d'appoggio della Kaiserliche Marine, e infine nel 1896 l'ammiraglio Tirpitz, all'epoca comandante dell'Ostasiengeschwader (la "squadra dell'Asia Orientale"), visitò personalmente la regione.
L'uccisione di due missionari tedeschi della Missione Steyler (la cui protezione era stata garantita dal Reich già sette anni prima), avvenuta a Kiao-Ciao il 1º novembre 1897, rappresentò per l'imperatore Guglielmo II l'atteso pretesto per autorizzare l'occupazione militare della baia. Il 7 novembre, ancor prima che al governo cinese giungesse notizia dell'omicidio, il viceammiraglio Otto von Diederichs, il nuovo capo dell'Ostasiengeschwader, ebbe l'ordine di occupare Kiao-Ciao. Le truppe di fanteria di marina sbarcarono nella baia il 14 novembre successivo e presero possesso del territorio senza incontrare alcuna resistenza, mentre dal lato cinese venne tentato invano di far ritirare le truppe tedesche con le armi della diplomazia.
Le trattative tra cinesi e tedeschi iniziarono il 20 novembre e giunsero ad un epilogo il 15 gennaio 1898. Pochi mesi dopo, il 6 marzo, l'Impero Germanico ottenne in concessione dal governo di Pechino la baia di Kiao-Ciao per 99 anni, e il 27 aprile successivo la stessa fu posta ufficialmente sotto "protezione" tedesca. All'epoca la regione contava circa 83.000 abitanti.
Come risultato della negoziazione la Cina assegnò alla Germania tutti i diritti all'interno della concessione (della quale tuttavia non faceva parte la città omonima) e riconobbe una zona neutrale di 50 km intorno alla stessa. Il governo cinese assegnò alla Germania anche concessioni per la costruzione di due linee ferroviarie e per l'estrazione di carbone dalle miniere locali: fu così che anche le zone limitrofe alla nuova concessione ricaddero nella sfera di influenza tedesca. Sebbene la concessione ponesse dei limiti all'espansione tedesca, la stessa divenne un importante precedente che portò alla creazione di ulteriori concessioni europee: Port Arthur all'Impero russo, Weihaiwei al Regno Unito e Kuangciuan alla Francia.

### Il periodo 1898-1914
La nuova concessione di Kiao-Ciao non fu posta sotto l'amministrazione del deutsches Kolonialamt (l'ente coloniale tedesco), bensì sotto il Reichsmarineamt: caso unico tra le colonie tedesche, a dimostrazione della grande importanza commerciale e militare che era stata attribuita alla nuova "vetrina sull'Estremo Oriente". Già nel 1898 venne avviato il primo ufficio postale tedesco, mentre l'anno successivo fu creato un collegamento bisettimanale mediante vaporetto con Sciangai. Kiao-Ciao divenne un caso esemplare di accurata gestione coloniale tedesca: nel 1914 il capoluogo Tsingtao, anticamente un villaggio di pescatori, contava già oltre 200.000 abitanti e disponeva di un porto naturale, canalizzazioni, impianti di acqua potabile, il birrificio omonimo ed un'università, oltre ai necessari collegamenti ferroviari e telegrafici.
In molti settori dell'opinione pubblica tedesca l'acquisizione di Kiao-Ciao aveva destato grandi aspettative, che spaziavano dall'apertura dell'enorme mercato cinese al commercio tedesco all'affermazione della supremazia navale tedesca e alla nascita di un brillante impero coloniale. Alla prova dei fatti nessuno di questi obiettivi poté essere raggiunto; al contrario, la concessione stessa si rivelò ben presto un pessimo affare, giacché nel decennio 1897-1907 a fronte di stanziamenti dal Reich per 100 milioni di marchi gli introiti della colonia non raggiunsero nemmeno un decimo di quella cifra.

### La prima guerra mondiale
Allo scoppio della prima guerra mondiale Kiao-Ciao era occupata dal III battaglione di mare (1.400 uomini, presto portati a 4.800) e poteva dirsi la colonia tedesca meglio fortificata, ma data l'estrema lontananza con la madrepatria il governo tedesco decise subito che quel remoto avamposto si sarebbe dovuto difendere esclusivamente con le proprie forze. Incapace di rivaleggiare sui mari con il predominio inglese, la Germania preferì non distogliere forze preziose dallo scacchiere europeo per la difesa di colonie lontane il cui mantenimento già in tempo di pace si era rivelato oltremodo oneroso.
Il 10 agosto 1914 il governo giapponese pose un ultimatum alla guarnigione tedesca, intimando l'abbandono immediato del territorio. Il governatore, il capitano Alfred Meyer-Waldeck, non rispose nemmeno ad un secondo ultimatum il 15 agosto, essendo fermamente deciso a difendere la concessione a qualunque prezzo.
Il 27 agosto una flotta congiunta anglo-giapponese assediò la concessione via mare e già il 2 settembre successivo venne fatto sbarcare un primo contingente di 4.300 uomini lungo la costa cinese. Vista la buona resistenza iniziale dei tedeschi in seguito agli attacchi del 26 settembre, due giorni dopo gli alleati accerchiarono completamente la concessione da terra in attesa dei rinforzi. Con le truppe fresche gli alleati raggiunsero un esercito di 60.000 uomini, ma dal 29 ottobre - a fronte di continui attacchi di artiglieria - per un arco di nove giorni la resistenza tedesca mantenne le proprie posizioni anche grazie alle audaci ricognizioni aeree dell'aviatore Gunter Plüschow.
Quando verso l'inizio di novembre le munizioni degli assediati cominciarono a scarseggiare divenne chiaro che la resa sarebbe stata una questione di pochi giorni. Affondata la flotta e distrutta l'artiglieria, il 7 novembre 1914 Kiao-Ciao si arrese all'esercito giapponese. Alla fine della guerra il Trattato di Versailles (1919) assegnò l'ex concessione tedesca all'amministrazione giapponese, sotto la quale rimase fino al 1922, anno in cui su pressioni degli Stati Uniti venne restituita alla Cina.